# 圖騰脂鯉
圖騰脂鯉為輻鰭魚綱脂鯉目琴脂鯉亞目複齒脂鯉科的其中一種，為熱帶淡水魚，分布於非洲安哥拉Lucoge河流域，體長可達1.9公分，棲息在底中層水域，生活習性不明。

## 扩展阅读
維基物種上的相關：圖騰脂鯉